# Castle Rock (sèrie de televisió)
Castle Rock és una sèrie de televisió estatunidenca de terror psicològic basada en les històries de Stephen King. Es va estrenar el 25 de juliol de 2018 en Hulu. El 4 d'agost de 2018 es va anunciar que la sèrie havia estat renovada per a una segona temporada.

## Sinopsi
Castle Rock "combinarà l'escala mitològica i la narració de personatges íntims de les obres més benvolgudes de King, teixint una saga èpica de foscor i llum; desenvolupada dins d'uns pocs quilòmetres quadrats al bosc de Maine."

## Elenc i personatges

### Principals
- André Holland com a Henry Matthews Deaver, un advocat de dret penal a Texas que s'especialitza en casos de pena de mort. Ell no havia tornat a la seva ciutat natal, Castle Rock, des que era jove, ja que la gent del poble local s'havia tornat contra ell després de la mort del seu pare a causa d'un accident del que era l'únic sospitós.
- Melanie Lynskey com a Molly Strand, propietària d'un negoci de béns arrels en Castle Rock.
- Bill Skarsgård com «The Kid», un pres misteriós i salvatge descobert en una gàbia en les profunditats de la Penitenciaria Estatal Shawshank.
- Jane Levy com a Jackie Torrance
- Sissy Spacek com a Ruth Deaver, mare adoptiva de Henry, que lluita contra la demència.

### Recurrents
- Noel Fisher com a Dennis Zalewski, guàrdia de la Penitenciaria Estatal Shawshank.
- Ann Cusack com Porter, directora de la Penitenciaría Estatal Shawshank que succeeix a Dale Lacy.
- Chris Coy com a Boyd, guàrdia de la Penitenciaria Estatal Shawshank.
- Caleel Harris com un jove Henry Deever
- Scott Glenn com a Alan Pangborn, exxèrif retirat de Castle Rock.
- Terry O'Quinn com a Dale Lacy, antic alcaid de la Penitenciaria Estatal Shawshank que se suïcida conduint el seu automòbil a un llac.
- Frances Conroy com a Martha Lacy, esposa de Dale.
- Josh Cooke com a Reeves, vice alcaid de la Penitenciaria Estatal Shawshank.
- Charlie Tahan com a Dean Merrill, un traficant de drogues adolescent local que subministra medicaments a Molly.
- Adam Rothenberg com el reverend Matthew Deaver, l'antic pastor de l'església local en Castle Rock i el pare adoptiu de Henry.
- Cassady McClincy com una jove Molly Strand
- Chosen Jacobs com a Wendell Deaver
- Allison Tolman com la germana de Molly Strand.

### Convidats
- Phyllis Somerville com a Leanne Chambers, una client de Henry Deaver que és sentenciada a mort per assassinar al seu espòs, Richard Chambers. («Severance»)
- Schuyler Fisk com una jove Ruth Deaver, la mare adoptiva de Henry i l'esposa d'en Matthew. («Severance»)
- Jeffrey Pierce com un jove Alan Pangborn, un oficial de policia en Castle Rock que descobreix a un jove Henry Deaver enmig d'un llac gelat. («Severance»)
- Frank L. Ridley com Chesterton, tinent de guàrdia de la Penitenciaría Estatal Shawshank. («Severance»)
- Aaron Staton com el pastor de l'església local en Castle Rock on el pare de Henry Deaver solia ser el pastor. («Habeas corpus»)
- Brionne Davis com a Garrett Coyne («Habeas corpus»)
- Audrey Moore («Habeas corpus»)
- Russell Posner com a Derek, un traficant de drogues adolescent que Dean esmenta a Molly. («Local Color»)
- Burke Moses com el presentador de Local Color, un programa de televisió d'accés públic en WEBV, l'estació de televisió comunitària del comtat de Castle. («Local Color»)
- Mark Zeisler («Local Color»)

## Episodis

### Primera temporada (2018)
| Núm. total | Núm. de la temporada | Títol           | Direcció            | Guió                            | Data d'estrena original |
| ---------- | -------------------- | --------------- | ------------------- | ------------------------------- | ----------------------- |
| 1          | 1                    | «Severance»     | Michael Uppendahl   | Sam Shaw & Dustin Thomason      | 25 de juliol de 2018    |
| 2          | 2                    | «Habeas Corpus» | Michael Uppendahl   | Sam Shaw & Dustin Thomason      | 25 de juliol de 2018    |
| 3          | 3                    | «Local Color»   | Dan Attias          | Gina Welch                      | 25 de juliol de 2018    |
| 4          | 4                    | «The Box»       | Michael Uppendahl   | Scott Brown                     | 1 d'agost de 2018       |
| 5          | 5                    | «Harvest»       | Andrew Bernstein    | Lila Byock                      | 8 d'agost de 2018       |
| 6          | 6                    | «Filter»        | Kevin Hooks         | Vinnie Wilhelm & Marc Bernardin | 15 d'agost de 2018      |
| 7          | 7                    | «The Queen»     | Greg Yaitanes       | Sam Shaw                        | 22 d'agost de 2018      |
| 8          | 8                    | «Past Perfect»  | Ana Lily Amirpour   | Mark Lafferty                   | 29 d'agost de 2018      |
| 9          | 9                    | «Henry Deaver»  | Julie Anne Robinson | Vinnie Wilhelm & Scott Brown    | 5 de setembre de 2018   |
| 10         | 10                   | «Romans»        | Nicole Kassell      | Dustin Thomason & Mark Lafferty | 12 de setembre de 2018  |

## Producció

### Desenvolupament
El 17 de febrer de 2017 es va anunciar que Hulu, J. J. Abrams, i Stephen King col·laboraven en una nova sèrie titulada Castle Rock basada en les novel·les de King. Es va informar a més que la sèrie seria escrita per Sam Shaw i Dusty Thomason i produïda per Bad Robot Productions i Warner Bros. Television d'Abrams. Quatre dies després, Hulu va revelar que havien donat a la producció l'ordre de desenvolupar la sèrie (que consistia en una primera temporada de deu episodis). A més, es va anunciar que els productors executius inclourien a Abrams, King, Shaw, Thomason, Ben Stephenson i Liz Glotzer.
El 12 de juliol de 2017, es va anunciar que Michael Uppendahl s'uniria a la producció com a productor co-executiu i dirigiria l'episodi pilot.
El 4 d'agost de 2018, es va anunciar que Hulu havia renovat la sèrie per a una segona temporada.

### Càsting
L'11 de maig de 2017, es va anunciar que André Holland havia estat triat per al paper protagonista de la sèrie. El juny de 2017, es va anunciar que Sissy Spacek, Melanie Lynskey, i Jane Levy s'havien unit al ventall principal. El 10 de juliol de 2017, Bill Skarsgård va ser agregat al ventall principal de la sèrie. L'agost de 2017, es va informar que Frank L. Ridley, Scott Glenn, i Terry O'Quinn havien estat afegits com a principals. L'1 de març de 2018, es va anunciar que Chosen Jacobs s'havia unit a la sèrie en el paper recurrent de Wendell Deaver, el fill del personatge de Holland. El 8 de juny de 2018, es va anunciar durant el ATX Television Festival que Allison Tolman s'havia unit al ventall en el paper recurrent de la germana del personatge de Lynsky. Cinc dies després es va informar que Noel Fisher també havia estat triat per a un paper recurrent.

### Filmació
S'esperava que la fotografia principal de la primera temporada es dugués a terme a Massachusetts en llocs com Orange (Massachusetts) i en New England Studios en Devens, Massachusetts. L'agost, va començar la producció en Devens i Orange, on l'àrea del centre de la ciutat havia estat remodelada per aparèixer com la ciutat de Castle Rock i on s'esperava que la producció continués fins a gener de 2018.

## Llançament
El 8 de juny de 2018, la sèrie va participar en el ATX Television Festival a Austin, Texas on va tenir lloc una "primera mirada" al metratge de la sèrie. Després de l'estrena del metratge, es va produir un panell de preguntes i respostes amb els creadors i productors executius Sam Shaw i Dustin Thomason. El 19 de juny de 2018, es va anunciar que la sèrie tindria la seva estrena mundial durant un panell en Sant Diego Comic-Amb en Sant Diego, Califòrnia on assistiran Sissy Spacek, Bill Skarsgard, i Melanie Lynskey.

## Recepció
La sèrie va rebre una resposta positiva de la crítica abans de la seva estrena. A Rotten Tomatoes, la sèrie té una qualificació d'aprovació del 87 % amb una mitjana de 7.3 de 10 basada en 15 ressenyes. El consens crític del lloc web és, «Un misteri meticulosament elaborat curull d'al·lusions, Castle Rock està destinat a complaure fins i tot al més exigent dels fanàtics de Stephen King -- encara que això pot variar per als espectadors ocasionals». A Metacritic, que usa una mitjana ponderada, va assignar a la sèrie una puntuació de 70 sobre 100 basat en 8 ressenyes, la qual cosa indica «ressenyes generalment favorables».